# جرائم حرب بريطانية

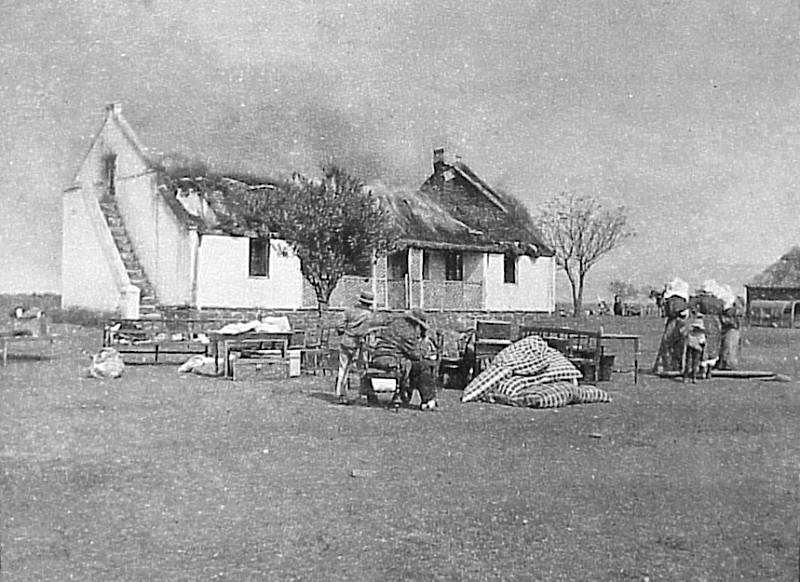
جرائم حرب بريطانية

جرائم الحرب البريطانية هي أعمال نفذها قوات جيش المملكة المتحدة انتهكت فيها قوانين وأعراف الحرب منذ اتفاقيتي لاهاي لعامي 1899 و1907. تضمنت هذه الأفعال عمليات الإعدام لسجناء الحرب بإجراءات موجزة والناجين غير المسلحين من حطام السفن، واستخدام القوة المفرطة في أثناء استجواب أسرى الحرب والمقاتلين الأعداء، واستخدام العنف ضد المدنيين غير المقاتلين وممتلكاتهم.

## تعريفها
تُعرّف جرائم الحرب بأنها الأفعال التي تخترق قوانين وأعراف الحرب (أسستها معاهدات هاغو في عامي 1899 و1907)، أو الأفعال التي تشكل انتهاكات جسيمة لمعاهدات جنيف والبروتوكول الإضافي الأول والبروتوكول الإضافي الثاني. تنص معاهدة جنيف الرابعة لعام 1949 على توسيع الحماية للمدنيين وسجناء الحرب في أثناء الاحتلال العسكري، حتى في الحالات التي لا يوجد فيها مقاومة مسلحة، لمدة سنة بعد انتهاء الأعمال العدائية، رغم أنه ينبغي للقوة المحتلة أن تلتزم بعدة أحكام من الاتفاقية ما دامت «هذه القوى تمارس مهام الحكومة في تلك الأراضي».
يستخدم دليل قانون النزاع المسلح الذي نشرته وزارة دفاع المملكة المتحدة تعريف عام 1945 في ميثاق نورمبرغ، الذي يعرف جريمة الحرب بأنها «انتهاكات لقوانين وأعراف الحرب. تشمل هذه الانتهاكات، على سبيل المثال لا الحصر، القتل أو إساءة المعاملة أو الترحيل لعمالة الرقيق أو لأي غرض يخص السكان المدنيين أو في الإقليم المحتل، أو قتل سجناء الحرب أو الأشخاص الموجودين في البحار أو إساءة معاملتهم، أو قتل الرهائن، أو نهب الممتلكات العامة أو الخاصة، أو التدمير الوحشي للمدن أو البلدات أو القرى، أو التدمير الذي لا تبرره ضرورة عسكرية».

يشير الدليل أيضًا إلى أن «انتهاكات معاهدة جنيف عام 1949 التي لا ترقى لتكون «انتهاكات جسيمة» هي أيضًا جرائم حرب».
وفقًا لدليل قوانين القتال المسلح لعام 2004:

تُعد الانتهاكات الخطيرة لقانون النزاع المسلح، عدا عن تلك المدرجة ضمن الانتهاكات الجسيمة في معاهدة جنيف لعام 1949 أو البروتوكول الإضافي الأول لعام 1977، جرائم حرب يُعاقب عليها. يجب التفريق بين الجرائم المنصوص عليها في معاهدة أو اتفاقية والجرائم المنصوص عليها في القانون الدولي العرفي. تلزم الجرائم المنصوص عليها في المعاهدات الأطراف المعنية في المعاهدة فقط، في حين أن القانون الدولي العرفي يربط جميع الدول. العديد من الجرائم المنصوص عليها في المعاهدات هي مجرد تدوين للقانون العرفي وهي إلى ذلك الحد تربط جميع الدول، حتى تلك التي ليست أطرافًا فيها.
يشير الدليل المنشور عام 2004 أيضًا إلى أن «الشخص بطبيعة الحال لا يكون مذنبًا في جريمة حرب إلا إذا ارتكبها عن سابق إصرار ومعرفة».

## حرب أفريقيا الجنوبية

### مكافحة التمرد
دُمرت المزارع كجزءٍ من إستراتيجية الفوز في حرب العصابات مع البوير كوماندوز، وذلك بغرض منع البوير من إعادة التزوّد من القاعدة الرئيسية. يشمل ذلك التدمير المنهجي للمحاصيل وذبح المواشي، وإحراق المساكن، وتسميم الآبار، وتمليح الحقول.

### تدمير المدن

#### فينترسبرغ
في 26 أكتوبر عام 1900، نقل قاضي الصلح في فينترسبرغ (أورانج فري ستيت سابقًا) ويليام ويليامز رسالة سريةً إلى المشير اللورد فريدريك روبرتس يزعم فيها أن البوير كوماندوز كانوا يتمركزون في القرية. أصدر روبرتس قرارًا ينص على أنه «يجب جعل فينترسبرغ عبرةً للآخرين». في 28 أكتوبر، أصدر روبرتس أوامر إلى الجنرال بروس هاملتون تقضي بإحراق جميع المنازل الخالية من الرجال. بعد إحراق القرية وكنيستها الإصلاحية الهولندية، نشر هاملتون بيانًا يصرح فيه بالآتي: «طُهرت مدينة فينترسبرغ من الإمدادات وأُحرقت جزئيًا، ودُمّرت جميع المزارع المجاورة، بسبب الهجمات المتكررة على خطوط السكك الحديدية في الجوار. يجب أن يقدم أطفال ونساء البوير الذين تُركوا طلبًا إلى البوير كوماندوز للحصول على الطعام، الذي سيوفرونه لهم ما لم يرغبوا في رؤيتهم يتضورون جوعًا. لن تُرسل أي إمدادات من السكك الحديدية إلى المدينة».
في 1 نوفمبر عام 1900، كتب الرائد إدوارد بين-كوفين في مذكراته أن ما تبقى من السكان المدنيين في فينترسبرغ نُقلوا إلى معسكرات الاعتقال. اعترف بتقسيمه العائلات وإرسال الذكور والإناث الأفريقيين إلى مواقع مختلفة «كي يواجهوا صعوبة في الاجتماع معًا بعد الحرب». استنكر النائب الليبرالي ديفيد لويد جورج تدمير فينترسبرغ في مجلس العموم، الذي قال فيه إن هاملتون «وحشي ويجلب العار للزي الذي يرتديه».